# Lago Nicarágua
O Lago Nicarágua, Lago Cocibolca ou Mar Dulce é um lago com uma área de 8.624 km² da Nicarágua. É o maior lago da América Central e o segundo maior da América Latina, um pouco menor que o Titicaca. Com uma altitude de 32 m, o lago atinge uma profundidade de 26 metros.
É o único lugar do mundo onde habita uma espécie de tubarão de água doce. Os tubarões entram e saem através do Rio San Juan, vencendo corredeiras e 32 metros de desnível do Lago em relação ao nível do mar. Inicialmente se pensava que se tratava de uma espécie  rara que só existia nesse lugar. Era o ano de 1877 e esse achado foi tao surpreendente que o governo da Nicarágua lançou uma edição especial de selos com a imagem do animal como símbolo da identidade nacional. Essa teoria se manteve durante um século, até que em 1976, outros pesquisadores constataram que na realidade habitava ali uma espécie comum dos mares tropicais e subtropicais, chamada de Carcharhinus leucas ou tubarão-cabeça-chata.